# Partido Liberal (Chili, 1983-1994)
De Partido Liberal (Nederlands: Liberale Partij) was een Chileense politieke partij die in 1983 voortkwam uit de Movimiento Liberal (Liberale Beweging) en tot 1994 bleef bestaan.
Tijdens haar bestaan veranderde de partij een aantal keer van naam en had te maken met verschillende afscheidingen:
- Partido Liberal (1983-1987)
  - Partido Liberal Reformista (1985)
  - Partido Liberal Gremialista (1987)
- Unión Liberal-Republicana (1987-1988)
- Partido Liberal (1988-1994)

## Geschiedenis
De Partido Liberal werd door haar oprichters gezien als een voortzetting van de Partido Liberal (1849-1966). Veel van de oprichters behoorden in het verleden tot de jongerenafdeling van de oude PL. Net als de oude PL was de nieuwe PL een voorstander van economisch liberalisme en een tegenstander van overheidsingrijpen in het economische leven. In haar voorkeur voor het economisch liberalisme stond zij op een lijn met het beleid van dictator Augusto Pinochet. De Partido Liberal was echter ook een voorstander van het herstel van de democratie en streefde ook politiek liberalisme na. Het was daarom niet verwonderlijk dat de partij zich aansloot bij de oppositie tegen de militaire regering. De partij was echter gekant tegen te nauwe samenwerking met linkse partijen. In 1984 sloot de PL zich aan bij de Alianza Democrática (Democratische Alliantie), een bundeling van oppositiepartijen die vrije verkiezingen en het herstel van de democratie nastreefden.
Er was sprake van onvrede over de oppositionele koers van de PL bij leden van de rechtervleugel van de partij. Een aantal van hen scheidden zich in 1985 af en vormden de Partido Liberal Reformista (Reformistich-Liberale Partij), die zich neutraal opstelden ten opzichte van de dictatuur. In 1987 vond een tweede afscheiding plaats en werd de Partido Liberal Gremialista (Unionistisch Liberale Partij).
In december 1987 fuseerde de Partido Liberal met de conservatieve Partido Republicana (Republikeinse Partij) tot de Unión Liberal-Republicana (Unie van Liberaal-Republikeinen). Een aantal uiterst rechtse leden van de PR weigerden mee te gaan in de fusie en vormden de Partido Liberal Auténtico (Authentieke Liberale Partij) - die uiteindelijk werd omgedoopt tot de Partido Liberal Demócrata de Chile (Liberaal-Democratische Partij van Chili).
Op 31 mei 1988 nam de ULR de naam Partido Liberal weer aan. De PL sloot zich aan bij het "neen"-kamp in aanloop naar het referendum van 1988. Het "neen"-kamp boekte een overwinning, hetgeen het einde inluidde van de militaire dictatuur. In aanloop naar de verkiezingen van 1989 vormde de PL een kartel met de Partido Socialista Chileno onder de naam Liberal-Socialista Chileno (Chileense Liberaal-Socialisten) en werd de kandidatuur van Francisco Javier Errázuriz Talavera voor het presidentschap gesteund. Niet alleen werd Errázuriz niet tot president gekozen, ook werd geen van de kandidaten op de lijst van de Liberal-Socialista Chileno in het parlement van Chili gekozen.
In 1990 ging de Partido del Sur (Partij van het Zuiden) op in de PL. De resultaten bij de lokale verkiezingen van 1992 waren zo slecht, dat de secretaris-generaal van de partij, Eduardo Diaz Herrera, voorstelde om de PL op te heffen en de naam Partido del Sur aan te nemen, omdat de kiezers die de moeite hadden genomen om op de PL te stemmen, voornamelijk uit de gelederen van de oude Partido del Sur voortkwamen. Op 5 maart 1993 was de fusie een feit, de PL werd niettemin in 1994 formeel ontbonden.